# Pierre-Léon Nicolet
Pierre-Léon Nicolet, francoski general, * 1880, † 1961.